# Tour de Francia 2006
El 93.er Tour de Francia se disputó del 1 al 23 de julio de 2006 sobre un recorrido de veinte etapas más el prólogo inicial y con un total de 3657 km, que el vencedor cubrió a una velocidad media de 40,784 km/h. La carrera comenzó en Estrasburgo y terminó en París, en el clásico final de los Campos Elíseos, pasando por un total de seis países diferentes: Francia, Países Bajos, Bélgica, Luxemburgo, Alemania y España. Por primera vez desde 1999, no hubo contrarreloj por equipos.
El vencedor final fue Floyd Landis, aunque menos de una semana después fue desposeído de su título al haber resultado positivo en un control antidopaje. Tras un largo proceso, la victoria fue adjudicada al segundo clasificado, el español Óscar Pereiro.

## Crónica

### Preámbulo y favoritos
En las semanas previas al inicio del Tour de Francia 2006, se produjo en España una operación contra el dopaje denominada Operación Puerto, en la cual se vieron involucradas varias decenas de ciclistas. Estos sucesos provocaron que ningún ganador del Tour ni ninguno de los cinco primeros clasificados de la edición de 2005 tomara la salida. Asimismo, algunos de los ciclistas favoritos para el triunfo final, como Jan Ullrich, Ivan Basso o Alexandre Vinokourov, no pudieron asistir a la prueba, al ser apartados de sus respectivos equipos.
Debido a esto, y a la ausencia del vencedor en las siete últimas ediciones, Lance Armstrong, esta edición del Tour se presentaba como muy abierta y sin claros favoritos. Entre los aspirantes a reinar en la prestigiosa carrera ciclista, estaban los estadounidenses Floyd Landis y Levi Leipheimer, el alemán Andreas Klöden, el español Alejandro Valverde, el ruso Denis Menchov, el australiano Cadel Evans, los italianos Damiano Cunego y Gilberto Simoni, el ucraniano Yaroslav Popovych y el francés Christophe Moreau.

### Desarrollo de la competición
Como habitualmente sucedió en ediciones pasadas, la primera semana de competición sirvió casi exclusivamente para el lucimiento de los sprinters: el australiano Robbie McEwen logró tres triunfos, y el español Óscar Freire, dos.
La 7.ª etapa fue la primera decisiva de la carrera, una contrarreloj de 52 kilómetros en la que se impuso el ucraniano Serhiy Honchar y en la que algunos favoritos mostraron sus primeras debilidades.
El ruso Denis Menchov se impuso en la segunda etapa de alta montaña, la 11.ª, con final en Pla de Beret. Aquel día, el estadounidense Floyd Landis se vestía de amarillo y se presentaba como el rival a batir. Al término de la etapa, Carlos Sastre era el mejor español clasificado, 5.º en la general.
En la 13.ª etapa se produjo la gran escapada de esta edición del Tour de Francia. Seis ciclistas saltaron del pelotón alrededor del kilómetro 20 y adquirieron una importante ventaja que, al final de la etapa, sería casi de treinta minutos. El vencedor de la etapa fue el alemán Jens Voigt, si bien el gran triunfador de la jornada fue el español Óscar Pereiro, segundo en la etapa, que le arrebató el maillot de líder a Landis.
La 15.ª etapa del Tour terminaba en la mítica cima de Alpe d'Huez. El luxemburgués Frank Schleck se impuso en la misma, y el estadounidense Landis recuperó el maillot amarillo por tan solo diez segundos, si bien entre el resto de favoritos no hubo mayores diferencias. Sin embargo, Landis sufriría una tremenda pájara al día siguiente, en una etapa en la que se ascendieron, entre otros, el Col du Galibier y el Col de la Croix de Fer. Michael Rasmussen, escapado durante gran parte de la etapa, se hizo con la victoria de etapa, y Pereiro recuperó el liderato. Landis perdió más de diez minutos en la línea de llegada.
Landis, que aparentemente había dicho adiós a sus posibilidades de ganar el Tour, atacó en la 17.ª etapa desde muy lejos y cobró una importante ventaja sobre el grupo de los favoritos. La incapacidad del Caisse d'Epagne de reducir las diferencias con el ciclista estadounidense y la falta de colaboración entre el resto de equipos fuertes, principalmente CSC y T-Mobile, hicieron que Landis lograra alcanzar hasta nueve minutos de ventaja, que serían reducidos en la última ascensión merced al ritmo de los perseguidores. A pesar de dicha reducción, Landis se situaba tercero en la general de un Tour que parecía perdido, a solo medio minuto del líder, Pereiro. Carlos Sastre, que también había atacado en el último puerto, era segundo a doce segundos.

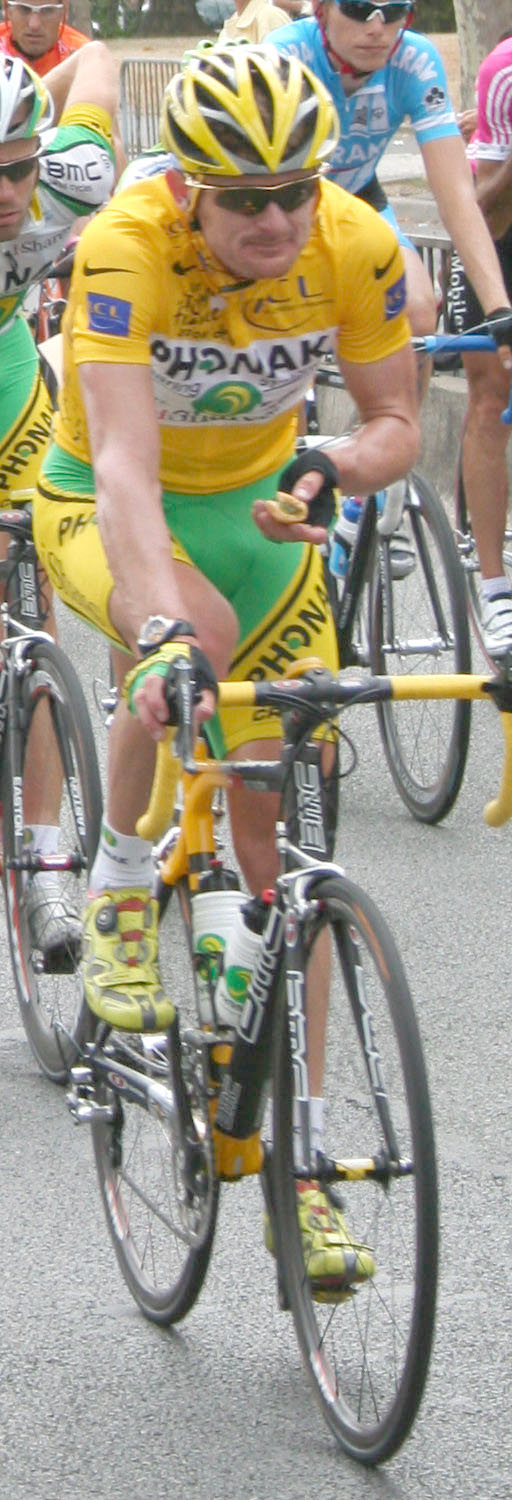
Floyd Landis con el maillot amarillo. El estadounidense fue descalificado por un positivo en un control antidopaje.

Así pues, el Tour se decidiría en la 19.ª etapa, una contrarreloj muy larga de 57 kilómetros y terreno dificultoso. Landis, que partía como favorito, no falló, y batió tanto a Pereiro como a Sastre, convirtiéndose así en el sucesor de su compatriota Lance Armstrong. Óscar Pereiro fue capaz finalmente de terminar 2.º, y el alemán Andreas Klöden, 3.º, tras arrebatarle a Carlos Sastre dicha posición.
Thor Hushovd, vencedor de la etapa prólogo, también se impuso en la última etapa, con final en los tradicionales Campos Elíseos. Robbie McEwen fue el vencedor de la clasificación por puntos y Michael Rasmussen el vencedor de la de la montaña, por segundo año consecutivo.

### Epílogo
Tres días después de la finalización del Tour, el 26 de julio, la UCI hizo un comunicado en el cual se anunciaba que un ciclista podría haber dado positivo en un control antidopaje. Al día siguiente, el equipo ciclista Phonak informó que el estadounidense Floyd Landis había dado positivo por testosterona en el control antidopaje de la decimoséptima etapa.
El 5 de agosto se confirmó el positivo del ciclista estadounidense tras la realización del contraanálisis, lo que significó su expulsión del equipo ciclista Phonak. A falta de la confirmación oficial, que podría tardar varios meses, Óscar Pereiro se convertía en virtual vencedor del Tour de Francia.
El 18 de enero de 2007, salió a la luz el posible positivo de Pereiro (junto a otros ciclistas) por consumo de salbutamol, un anabolizante prohibido que forma parte de un medicamento contra el asma. La AFLD (Agencia Francesa de Lucha contra el Dopaje) archivó el caso el 25 de enero. En febrero de 2007, Landis aún no había sido desposeído del título de vencedor, habiéndose retrasado su audiencia con la AFLD hasta junio de 2007 para permitir primero la comparecencia del corredor ante la USADA (agencia estadounidense de lucha contra el dopaje), al estar el ciclista federado en Estados Unidos.
El 20 de septiembre, la USADA ratificó el positivo y la sanción de dos años para el ciclista estadounidense. El 22 de septiembre, la UCI anunció oficialmente a Pereiro como vencedor del Tour de Francia 2006. Finalmente, el 15 de octubre los organizadores del Tour de Francia se desplazaron a Madrid y entregaron a Pereiro el maillot amarillo y el trofeo de ganador del Tour en la sede del Consejo Superior de Deportes.

### Españoles en el Tour
- Alejandro Valverde, que acudía como líder del ProTour y partía como aspirante al podio final en París, tuvo que abandonar en la tercera etapa a causa de una caída.
- Óscar Freire logró dos triunfos al sprint, en las etapas 5.ª y 9.ª. También al sprint, Isaac Gálvez fue segundo en la 4.ª etapa.
- Juan Miguel Mercado se impuso en la 10.ª etapa, tras culminar con éxito una escapada en la que también figuraba Íñigo Landaluze, 3.º en la misma, que no pudo aguantar el ritmo impuesto por Juan Miguel Mercado y finalmente cedió.
- Iñaki Isasi se metió en la mayoría de los sprints y en dos fugas. Se consiguió clasificar 3.º en la primera etapa que ganó Óscar Freire y fue 6.º en la etapa que ganó Juan Miguel Mercado. También cabe destacar el 6.º puesto conseguido en la clasificación final de la regularidad.
- El joven David de la Fuente se mostró muy combativo durante todo el transcurso de la carrera, portando el maillot de líder de la montaña durante seis jornadas, y terminando 3.º en dicha clasificación al término del Tour. También fue el vencedor en el premio a la combatividad.
- Haimar Zubeldia, del Euskaltel-Euskadi, terminó 9.º en la clasificación general.
- Carlos Sastre, que tuvo el liderato a su alcance en la última semana, siendo segundo durante varias jornadas, fue 2.º en las etapas 16.ª y 17.ª. Finalmente, solo pudo terminar 4.º en la general tras una desafortunada etapa contrarreloj el penúltimo día de competición. Se le asignó la victoria de una etapa tras el positivo de Landis.
- Óscar Pereiro fue segundo en la 13.ª etapa, en la cual se hizo con el maillot amarillo. En total portó la preciada prenda durante cinco jornadas, y finalmente terminó en segunda posición, convirtiéndose en ganador al confirmarse el positivo de Landis. Fue una victoria "a lo Walkowiak", nadie hubiera sido capaz de prever su triunfo, y menos estando a 30 minutos del liderato. Esta victoria propiciaría que estas grandes escapadas, típicas del Tour en etapas de media montaña, fueran más controladas por el pelotón los siguientes años. Se convirtió en el cuarto ciclista (después de Firmin Lambot en 1922, el mencionado Roger Walkowiak en 1956 y Greg LeMond en 1990) en ganar el Tour sin ganar una etapa en esa edición.

## Equipos participantes
| ProTeams (19)- Discovery Channel - CSC - T-Mobile - AG2R Prévoyance - Gerolsteiner - Rabobank - Davitamon-Lotto - Phonak Hearing Systems - Lampre-Fondital - Caisse d'Épargne-Illes Balears - Quick Step-Innergetic - Crédit agricole - Euskaltel-Euskadi - Cofidis-Le Crédit par Téléphone - Saunier Duval-Prodir - La Française des jeux - Liquigas - Bouygues Télécom - Team Milram Equipo continental profesional- Agritubel |
| |

## Etapas
| Etapa      | Fecha     | Recorrido                                     | type                    | Distancia (km) | Ganador                    | Líder                        |
| ---------- | --------- | --------------------------------------------- | ----------------------- | -------------- | -------------------------- | ---------------------------- |
| Prólogo    | 1 de jul  | Estrasburgo – Estrasburgo                     | prólogo                 | 7,1            | Thor Hushovd               | Thor Hushovd                 |
| 1.ª etapa  | 2 de jul  | Estrasburgo – Estrasburgo                     | etapa llana             | 184,5          | Jimmy Casper               | George Hincapie Thor Hushovd |
| 2.ª etapa  | 3 de jul  | Obernai – Esch-sur-Alzette                    | etapa llana             | 228,5          | Robbie McEwen              | Thor Hushovd                 |
| 3.ª etapa  | 4 de jul  | Esch-sur-Alzette – Valkenburg aan de Geul     | etapa escarpada         | 216,5          | Matthias Kessler           | Tom Boonen                   |
| 4.ª etapa  | 5 de jul  | Huy – San Quintín                             | etapa llana             | 207            | Robbie McEwen              | Tom Boonen                   |
| 5.ª etapa  | 6 de jul  | Beauvais – Caen                               | etapa llana             | 225            | Óscar Freire               | Tom Boonen                   |
| 6.ª etapa  | 7 de jul  | Lisieux – Vitré                               | etapa llana             | 189            | Robbie McEwen              | Tom Boonen                   |
| 7.ª etapa  | 8 de jul  | Saint-Grégoire – Rennes                       | contrarreloj individual | 52             | Serhi Honchar              | Serhi Honchar                |
| 8.ª etapa  | 9 de jul  | Saint-Méen-le-Grand – Lorient                 | etapa llana             | 181            | Sylvain Calzati            | Serhi Honchar                |
|            | 10 de jul | Día de descanso                               | Día de descanso         |                |                            |                              |
| 9.ª etapa  | 11 de jul | Burdeos – Dax                                 | etapa llana             | 169,5          | Óscar Freire               | Serhi Honchar                |
| 10.ª etapa | 12 de jul | Cambo-les-Bains – Pau                         | etapa de montaña        | 190,5          | Juan Miguel Mercado        | Cyril Dessel                 |
| 11.ª etapa | 13 de jul | Tarbes – Valle de Arán                        | etapa de montaña        | 206,5          | Denís Menshov              | Floyd Landis Cyril Dessel    |
| 12.ª etapa | 14 de jul | Bagnères-de-Luchon – Carcasona                | etapa escarpada         | 211,5          | Yaroslav Popovych          | Floyd Landis Cyril Dessel    |
| 13.ª etapa | 15 de jul | Béziers – Montélimar                          | etapa llana             | 230            | Jens Voigt                 | Óscar Pereiro                |
| 14.ª etapa | 16 de jul | Montélimar – Gap                              | etapa escarpada         | 180,5          | Pierrick Fédrigo           | Óscar Pereiro                |
|            | 17 de jul | Día de descanso                               | Día de descanso         |                |                            |                              |
| 15.ª etapa | 18 de jul | Gap – Alpe d'Huez                             | etapa de montaña        | 187            | Fränk Schleck              | Floyd Landis Óscar Pereiro   |
| 16.ª etapa | 19 de jul | Le Bourg-d'Oisans – Fontcouverte-la Toussuire | etapa de montaña        | 182            | Michael Rasmussen          | Óscar Pereiro                |
| 17.ª etapa | 20 de jul | Saint-Jean-de-Maurienne – Morzine             | etapa de montaña        | 200,5          | Floyd Landis Carlos Sastre | Óscar Pereiro                |
| 18.ª etapa | 21 de jul | Morzine – Mâcon                               | etapa escarpada         | 197            | Matteo Tosatto             | Óscar Pereiro                |
| 19.ª etapa | 22 de jul | Le Creusot – Montceau-les-Mines               | contrarreloj individual | 57             | Serhi Honchar              | Floyd Landis Óscar Pereiro   |
| 20.ª etapa | 23 de jul | Antony – Avenida de los Campos Elíseos        | etapa llana             | 152            | Thor Hushovd               | Floyd Landis Óscar Pereiro   |

## Clasificaciones finales
La clasificación general concluyó de la siguiente forma:

### Clasificación general
| \| Clasificación general \| Clasificación general \| Clasificación general \| Clasificación general \| Clasificación general \| \| Ciclista \| Ciclista \| Equipo \| Tiempo \| \| \| --------------------- \| --------------------- \| ------------------------------ \| --------------------- \| --------------------- \| \| 1.º \| Óscar Pereiro \| Caisse d'Épargne-Illes Balears \| 89 h 40 min 27 s \| \| \| 2.º \| Andreas Klöden \| T-Mobile \| + 32 s \| \| \| 3.º \| Carlos Sastre \| CSC \| + 2 min 39 s \| \| \| 4.º \| Cadel Evans \| Davitamon-Lotto \| + 4 min 11 s \| \| \| 5.º \| Denís Menshov \| Rabobank \| + 6 min 09 s \| \| \| 6.º \| Cyril Dessel \| AG2R Prévoyance \| + 7 min 44 s \| \| \| 7.º \| Christophe Moreau \| AG2R Prévoyance \| + 8 min 40 s \| \| \| 8.º \| Haimar Zubeldia \| Euskaltel-Euskadi \| + 11 min 08 s \| \| \| 9.º \| Michael Rogers \| T-Mobile \| + 14 min 10 s \| \| \| 10.º \| Fränk Schleck \| CSC \| + 16 min 49 s \| \| \| 11.º \| Damiano Cunego \| Lampre-Fondital \| + 18 min 22 s \| \| \| 12.º \| Michael Boogerd \| Rabobank \| + 18 min 49 s \| \| \| 13.º \| Markus Fothen \| Gerolsteiner \| + 19 min 00 s \| \| \| 14.º \| Pietro Caucchioli \| Crédit Agricole \| + 20 min 15 s \| \| \| 15.º \| Tadej Valjavec \| Lampre-Fondital \| + 25 min 28 s \| \| \| 16.º \| Michael Rasmussen \| Rabobank \| + 27 min 36 s \| \| \| 17.º \| José Azevedo \| Discovery Channel \| + 37 min 11 s \| \| \| 18.º \| Marzio Bruseghin \| Lampre-Fondital \| + 42 min 08 s \| \| \| 19.º \| David Arroyo \| Caisse d'Épargne-Illes Balears \| + 43 min 03 s \| \| \| 20.º \| Patxi Vila \| Lampre-Fondital \| + 43 min 31 s \| \| |                   |                                |                  |
| |                   |                                |                  |
| Fuente: ProCyclingStats |                   |                                |                  |
| Clasificación general |                   |                                |                  |
| Ciclista | Ciclista          | Equipo                         | Tiempo           |
| 1.º | Óscar Pereiro     | Caisse d'Épargne-Illes Balears | 89 h 40 min 27 s |
| 2.º | Andreas Klöden    | T-Mobile                       | + 32 s           |
| 3.º | Carlos Sastre     | CSC                            | + 2 min 39 s     |
| 4.º | Cadel Evans       | Davitamon-Lotto                | + 4 min 11 s     |
| 5.º | Denís Menshov     | Rabobank                       | + 6 min 09 s     |
| 6.º | Cyril Dessel      | AG2R Prévoyance                | + 7 min 44 s     |
| 7.º | Christophe Moreau | AG2R Prévoyance                | + 8 min 40 s     |
| 8.º | Haimar Zubeldia   | Euskaltel-Euskadi              | + 11 min 08 s    |
| 9.º | Michael Rogers    | T-Mobile                       | + 14 min 10 s    |
| 10.º | Fränk Schleck     | CSC                            | + 16 min 49 s    |
| 11.º | Damiano Cunego    | Lampre-Fondital                | + 18 min 22 s    |
| 12.º | Michael Boogerd   | Rabobank                       | + 18 min 49 s    |
| 13.º | Markus Fothen     | Gerolsteiner                   | + 19 min 00 s    |
| 14.º | Pietro Caucchioli | Crédit Agricole                | + 20 min 15 s    |
| 15.º | Tadej Valjavec    | Lampre-Fondital                | + 25 min 28 s    |
| 16.º | Michael Rasmussen | Rabobank                       | + 27 min 36 s    |
| 17.º | José Azevedo      | Discovery Channel              | + 37 min 11 s    |
| 18.º | Marzio Bruseghin  | Lampre-Fondital                | + 42 min 08 s    |
| 19.º | David Arroyo      | Caisse d'Épargne-Illes Balears | + 43 min 03 s    |
| 20.º | Patxi Vila        | Lampre-Fondital                | + 43 min 31 s    |

### Clasificación por puntos
| Clasificación por puntos | Clasificación por puntos | Clasificación por puntos        | Clasificación por puntos | Clasificación por puntos |
| Ciclista                 | Ciclista                 | Equipo                          | Puntos                   |                          |
| ------------------------ | ------------------------ | ------------------------------- | ------------------------ | ------------------------ |
| 1.º                      | Robbie McEwen            | Davitamon-Lotto                 | 288 pts                  |                          |
| 2.º                      | Erik Zabel               | Team Milram                     | 199 pts                  |                          |
| 3.º                      | Thor Hushovd             | Crédit Agricole                 | 195 pts                  |                          |
| 4.º                      | Bernhard Eisel           | La Française des jeux           | 176 pts                  |                          |
| 5.º                      | Luca Paolini             | Liquigas                        | 174 pts                  |                          |
| 6.º                      | Iñaki Isasi              | Euskaltel-Euskadi               | 130 pts                  |                          |
| 7.º                      | Fran Ventoso             | Saunier Duval-Prodir            | 128 pts                  |                          |
| 8.º                      | Cristian Moreni          | Cofidis-Le Crédit par Téléphone | 116 pts                  |                          |
| 9.º                      | Jimmy Casper             | Cofidis-Le Crédit par Téléphone | 98 pts                   |                          |
| 10.º                     | Óscar Pereiro            | Caisse d'Épargne-Illes Balears  | 93 pts                   |                          |

### Clasificación de la montaña
| Clasificación de la montaña | Clasificación de la montaña | Clasificación de la montaña    | Clasificación de la montaña | Clasificación de la montaña |
| Ciclista                    | Ciclista                    | Equipo                         | Puntos                      |                             |
| --------------------------- | --------------------------- | ------------------------------ | --------------------------- | --------------------------- |
| 1.º                         | Michael Rasmussen           | Rabobank                       | 166 pts                     |                             |
| 2.º                         | David de la Fuente          | Saunier Duval-Prodir           | 131 pts                     |                             |
| 3.º                         | Carlos Sastre               | CSC                            | 113 pts                     |                             |
| 4.º                         | Fränk Schleck               | CSC                            | 99 pts                      |                             |
| 5.º                         | Michael Boogerd             | Rabobank                       | 96 pts                      |                             |
| 6.º                         | Damiano Cunego              | Lampre-Fondital                | 96 pts                      |                             |
| 7.º                         | Cyril Dessel                | AG2R Prévoyance                | 93 pts                      |                             |
| 8.º                         | Andreas Klöden              | T-Mobile                       | 80 pts                      |                             |
| 9.º                         | Óscar Pereiro               | Caisse d'Épargne-Illes Balears | 72 pts                      |                             |
| 10.º                        | Fabian Wegmann              | Gerolsteiner                   | 66 pts                      |                             |

### Clasificación mejor joven
| Clasificación del mejor joven | Clasificación del mejor joven | Clasificación del mejor joven | Clasificación del mejor joven | Clasificación del mejor joven |
| Ciclista                      | Ciclista                      | Equipo                        | Tiempo                        |                               |
| ----------------------------- | ----------------------------- | ----------------------------- | ----------------------------- | ----------------------------- |
| 1.º                           | Damiano Cunego                | Lampre-Fondital               | 89 h 58 min 49 s              |                               |
| 2.º                           | Markus Fothen                 | Gerolsteiner                  | + 38 s                        |                               |
| 3.º                           | Matthieu Sprick               | Bouygues Telecom              | + 1 h 29 min 12 s             |                               |
| 4.º                           | David de la Fuente            | Saunier Duval-Prodir          | + 1 h 36 min 00 s             |                               |
| 5.º                           | Moisés Dueñas                 | Agritubel                     | + 1 h 48 min 40 s             |                               |
| 6.º                           | Thomas Lövkvist               | La Française des jeux         | + 1 h 52 min 54 s             |                               |
| 7.º                           | Fran Ventoso                  | Saunier Duval-Prodir          | + 2 h 22 min 03 s             |                               |
| 8.º                           | Joost Posthuma                | Rabobank                      | + 2 h 32 min 41 s             |                               |
| 9.º                           | Benoît Vaugrenard             | La Française des jeux         | + 2 h 33 min 12 s             |                               |
| 10.º                          | Pieter Weening                | Rabobank                      | + 2 h 36 min 44 s             |                               |

### Clasificación por equipos
| Clasificación por equipos | Clasificación por equipos      | Clasificación por equipos | Clasificación por equipos |
| Equipo                    | Equipo                         | Tiempo                    |                           |
| ------------------------- | ------------------------------ | ------------------------- | ------------------------- |
| 1.º                       | T-Mobile                       | 269 h 08 min 46 s         |                           |
| 2.º                       | CSC                            | + 33 min 44 s             |                           |
| 3.º                       | Rabobank                       | + 23 min 26 s             |                           |
| 4.º                       | AG2R Prévoyance                | + 33 min 19 s             |                           |
| 5.º                       | Caisse d'Épargne-Illes Balears | + 56 min 53 s             |                           |
| 6.º                       | Lampre-Fondital                | + 57 min 37 s             |                           |
| 7.º                       | Gerolsteiner                   | + 1 h 45 min 25 s         |                           |
| 8.º                       | Discovery Channel              | + 2 h 19 min 17 s         |                           |
| 9.º                       | Euskaltel-Euskadi              | + 2 h 26 min 38 s         |                           |
| 10.º                      | Phonak Hearing Systems         | + 2 h 49 min 06 s         |                           |

### Clasificación de la Combatividad
| Posición | Corredor           | Equipo        |
| -------- | ------------------ | ------------- |
| 1.       | David de la Fuente | Saunier Duval |

## Evolución de las clasificaciones
| Etapa                   |                         | Ganador _                  | Clasificación general        | Puntos        | Montaña            | Jóvenes           | Equipo            |
| ----------------------- | ----------------------- | -------------------------- | ---------------------------- | ------------- | ------------------ | ----------------- | ----------------- |
| Prólogo                 | prólogo                 | Thor Hushovd               | Thor Hushovd                 | Thor Hushovd  | no otorgado        | Joost Posthuma    | Discovery Channel |
| 1.ª etapa               | etapa llana             | Jimmy Casper               | George Hincapie Thor Hushovd | Jimmy Casper  | Fabian Wegmann     | Benoît Vaugrenard | Discovery Channel |
| 2.ª etapa               | etapa llana             | Robbie McEwen              | Thor Hushovd                 | Robbie McEwen | David de la Fuente | Benoît Vaugrenard | Discovery Channel |
| 3.ª etapa               | etapa escarpada         | Matthias Kessler           | Tom Boonen                   | Tom Boonen    | Jérôme Pineau      | Markus Fothen     | Discovery Channel |
| 4.ª etapa               | etapa llana             | Robbie McEwen              | Tom Boonen                   | Robbie McEwen | Jérôme Pineau      | Markus Fothen     | Discovery Channel |
| 5.ª etapa               | etapa llana             | Óscar Freire               | Tom Boonen                   | Robbie McEwen | Jérôme Pineau      | Markus Fothen     | Discovery Channel |
| 6.ª etapa               | etapa llana             | Robbie McEwen              | Tom Boonen                   | Robbie McEwen | Jérôme Pineau      | Markus Fothen     | Discovery Channel |
| 7.ª etapa               | contrarreloj individual | Serhi Honchar              | Serhi Honchar                | Robbie McEwen | Jérôme Pineau      | Benoît Vaugrenard | Discovery Channel |
| 8.ª etapa               | etapa llana             | Sylvain Calzati            | Serhi Honchar                | Robbie McEwen | Jérôme Pineau      | Markus Fothen     | T-Mobile          |
| 9.ª etapa               | etapa llana             | Óscar Freire               | Serhi Honchar                | Robbie McEwen | Jérôme Pineau      | Markus Fothen     | T-Mobile          |
| 10.ª etapa              | etapa de montaña        | Juan Miguel Mercado        | Cyril Dessel                 | Robbie McEwen | Cyril Dessel       | Markus Fothen     | AG2R Prévoyance   |
| 11.ª etapa              | etapa de montaña        | Denís Menshov              | Floyd Landis Cyril Dessel    | Robbie McEwen | David de la Fuente | Markus Fothen     | T-Mobile          |
| 12.ª etapa              | etapa escarpada         | Yaroslav Popovych          | Floyd Landis Cyril Dessel    | Robbie McEwen | David de la Fuente | Markus Fothen     | T-Mobile          |
| 13.ª etapa              | etapa llana             | Jens Voigt                 | Óscar Pereiro                | Robbie McEwen | David de la Fuente | Markus Fothen     | CSC               |
| 14.ª etapa              | etapa escarpada         | Pierrick Fédrigo           | Óscar Pereiro                | Robbie McEwen | David de la Fuente | Markus Fothen     | CSC               |
| 15.ª etapa              | etapa de montaña        | Fränk Schleck              | Floyd Landis Óscar Pereiro   | Robbie McEwen | David de la Fuente | Markus Fothen     | CSC               |
| 16.ª etapa              | etapa de montaña        | Michael Rasmussen          | Óscar Pereiro                | Robbie McEwen | Michael Rasmussen  | Markus Fothen     | CSC               |
| 17.ª etapa              | etapa de montaña        | Floyd Landis Carlos Sastre | Óscar Pereiro                | Robbie McEwen | Michael Rasmussen  | Damiano Cunego    | T-Mobile          |
| 18.ª etapa              | etapa escarpada         | Matteo Tosatto             | Óscar Pereiro                | Robbie McEwen | Michael Rasmussen  | Damiano Cunego    | T-Mobile          |
| 19.ª etapa              | contrarreloj individual | Serhi Honchar              | Floyd Landis Óscar Pereiro   | Robbie McEwen | Michael Rasmussen  | Damiano Cunego    | T-Mobile          |
| 20.ª etapa              | etapa llana             | Thor Hushovd               | Floyd Landis Óscar Pereiro   | Robbie McEwen | Michael Rasmussen  | Damiano Cunego    | T-Mobile          |
| Clasificaciones finales | Clasificaciones finales |                            | Óscar Pereiro                | Robbie McEwen | Michael Rasmussen  | Damiano Cunego    | T-Mobile          |